# Bascom (Ohio)
Bascom ist eine Siedlung auf gemeindefreiem Gebiet und ein Census-designated place (CDP) im westlichen Teil der Hopewell Township in Seneca County, Ohio, Vereinigte Staaten.

## Geographie
Bascom liegt an der Kreuzung von Ohio State Route 18 und Ohio State Route 635 östlich von Fostoria (geographische Koordinaten: 41° 8′ N, 83° 17′ W). OH 18 verläuft als Tiffin Street von Osten nach Westen, OH 635 führt in Nord-Süd-Richtung. Der Ort liegt an der Baltimore and Ohio Railroad. Nördlich der Bahnstrecke liegen mehrere Tongruben, von denen einige mit Grundwasser vollgelaufen sind.
Der Ort liegt nördlich des East Branch Wolf Creek.

## Wirtschaft
Obwohl der Ort nicht als Gemeinde inkorporiert ist, hat er ein Postamt.